# STS-61
STS-61 или HST SM-1 (Hubble Space Telescope Servicing Mission) e петдесет и втората мисия на НАСА по програмата Спейс шатъл и пети полет на совалката Индевър. Това е първата мисия по обслужване на космическия телескоп „Хъбъл“.

## Екипаж

### Основен екипаж
| Пост                    | Астронавт                                 |
| ----------------------- | ----------------------------------------- |
| Командир                | Ричард Коуви четвърти космически полет    |
| Пилот                   | Кенет Бауерсокс втори космически полет    |
| Специалист на мисията 1 | Стори Мъсгрейв пети космически полет      |
| Специалист на мисията 2 | Клод Николие (ESA) втори космически полет |
| Специалист на мисията 3 | Джефри Хофман четвърти космически полет   |
| Специалист на мисията 4 | Марк Ли четвърти космически полет         |
| Специалист на мисията 5 | Стивън Смит втори космически полет        |

### Дубльор
| Пост                              | Астронавт     |
| --------------------------------- | ------------- |
| Специалист на мисията 1, 3, 4 и 5 | Грегъри Хърбо |

- Броят на полетите е преди и включително тази мисия.

## Полетът
След едно отлагане поради студено време совалката стартира успешно на 2 декември. Целта на мисията в първия ден е достигане на орбита с височина 559 – 574 км, на която лети телескопа. Вторият ден протича в подготовка за излизанията в космоса и проверки на апаратурите за повреди, получени по време на старта. По план са предвидени две излизания в открития космос, а се допуска броят им да достигне до общо седем. Астронавтите, подготвени за излизане са разделени на две двойки, които се редуват.
По команда от Космическия център „Годар“ се затваря „капака“ на телескопа и той заема подходяща позиция за среща със совалката. В 08:48 UTC на третия ден телескопа е „хванат“ с помощта на дистанционния манипулатор на совалката, контролирана от астронавта Клод Николие. На четвъртия ден от полета се провежда първото излизане в открития космос от астронавтите Джефри Хофман и Стори Мъсгрейв. Заменени са три повредени жироскопа. На следващия ден е извършена втората „космическа разходка“ от астронавтите Кетрин Торнтън и Томас Ейкърс за подмяна на слънчевите панели. Третото излизане е осъществено от първия екип за замяна на високоскоростния фотометър (High Speed Photometer (HSP)) със специално разработената Система за оптическа корекция (Corrective Optics Space Telescope Axial Replacement (COSTAR)) и да се инсталират два магнитометъра. По време на четвъртото излизане е ремонтиран бордовия компютър на телескопа от втория екип. Последното пето излизане е осъществено отново от първия екип и тогава е подменена електрониката, управляваща движението на слънчевите панели. На следващия девети ден совалката с неосвободения все още телескоп на борда издига орбитата му за компенсиране на загубите на височина поради триенето в горните слоеве на атмосферата.
Совалката каца на 13 декември в Космическия център „Кенеди“ във Флорида.

## Параметри на мисията
- Маса:
  - При старта: ? кг
  - При кацането: 94 976 кг
  - Полезен товар: 10 949 кг
- Перигей: 588 км
- Апогей: 594 км
- Инклинация: 28,45°
- Орбитален период: 96.5 мин

## Космически разходки
| № | Участници                      | Начало                    | Край                      | Продължителност  |
| - | ------------------------------ | ------------------------- | ------------------------- | ---------------- |
| 1 | Стори Мъсгрейв и Джефри Хофман | 5 декември 1993 03:44 UTC | 5 декември 1993 11:38 UTC | 7 часа 54 минути |
| 2 | Кетрин Торнтън и Томас Ейкърс  | 6 декември 1993 03:29 UTC | 6 декември 1993 10:05 UTC | 6 часа 36 минути |
| 3 | Стори Мъсгрейв и Джефри Хофман | 7 декември 1993 03:35 UTC | 7 декември 1993 10:22 UTC | 6 часа 47 минути |
| 4 | Кетрин Торнтън и Томас Ейкърс  | 8 декември 1993 03:13 UTC | 8 декември 1993 10:03 UTC | 6 часа 50 минути |
| 5 | Стори Мъсгрейв и Джефри Хофман | 9 декември 1993 03:30 UTC | 9 декември 1993 10:51 UTC | 7 часа 21 минути |

## Галерия
- Совалката се приближава до телескопа Хъбъл.
- „Хъбъл“ с нови антени.
- Астронавтите Стори Мъсгрейв и Джефри Хофман по време на третото си Излизане в открития космос
- Разликата преди и след ремонта.
- Петото излизане.
- Стори Мъсгрейв в открития космос.